# Бразька архідіоцезія
Бра́зька архідіоце́зія (лат. Archidioecesis Bracarensis; порт. Arquidiocese de Braga) — архідіоцезія римського обряду Католицької церкви в Португалії, з центром у місті Брага. Охоплює терени Бразького округу. Входить до складу Бразької церковної провінції.  Заснована 1071 року. Голова — архієпископ Бразький. Центральний храм — Бразький собор. Суфраганні діоцезії — Авейрівська, Брагансько-Мірандська, Віано-Каштельська, Візеуська, Віла-Реальська, Коїмбрська, Ламегівська і Портуська. Площа — 2,857 км². Населення — 964,400 ос.; з них католики — 886,300 ос. (91.9%). Чинний голова — Жорже Ортіга, архієпископ Бразький. Одна з трьох португальських архідіоцезій. Найстаріше єпископство країни та всієї Іберії.

## Назви
- Бразька архідіоцезія (лат. Archidioecesis Bracarensis; порт. Arquidiocese de Braga) — після 1071 року.
- Бразьке архієпископство (порт. Arcebispado de Braga) — після 1071 року, за титулом голови.
- Бразька діоцезія (лат. Dioecesis Bracarensisпорт. Diocese de Braga) — до 1071 року.
- Бразьке єпископство (порт. Bispado de Braga) — до 1071 року, за титулом голови.

## Історія
Бразьке єпископство було засноване у IV столітті, ймовірно за понтифікату папи Сиріція. За традицією першим бразьким єпископом вважається легендарний учень апостола Якова, святий мученик Петро Бразький, який проповідував на цих землях у середині І століття. Про нього згадують середньовічні Бразький і Еворський бревіарії. Втім, як зазначають болландисти, єпископство Петра — це радше легенда, а не історичний факт. Достовірні джерела називають першим головою бразької діоцезії Патерна під 390 роком.
Бразьке єпископство отримало статус архідіоцезії 1071 року, за понтифікату римського папи Олександра II і правління леонського короля Альфонсо VI.

## Архієпископи
Бразькі архієпископи є примасами Португалії.
- 1111—1114: Моріс (антипапа Григорій VIII)
- 1118—1137: Паю Мендіш
- 1138 — 3 грудня 1175: Жуан Пекуліар, єпископ Портуський.
- 1175 — 31 липня 1188: Годіню
- 1189 — 1209: Мартіню Піріш
- 1212 — 27 серпня 1228: Ештеван Суаріш да Сілва
- 5 липня 1229 — 8 липня 1244: Сілвештре Годіню
- 20 січня 1245 — 1255: Жуан Егаш
- 1272 — 1275: Педру Жуліан (римський папа Іван XXI)
- 1372—1373: Мартін Саморський (неофіційно)
- 1373—1384/1397: Лоренсу Вісенте
- 11 серпня 1505 — 19 липня 1532: Діогу де Соза, єпископ Портуський.
- 30 квітня 1533 — 24 вересня 1540: Енріке, майбутній король Португалії.
- 24 вересня 1540 — 19 вересня 1541: Діогу да Сілва, єпископ Сеутський, генеральний інквізитор.
- 6 лютого 1542 — 11 листопада 1543: Дуарте, пріор Коїмбрського монастиря Святого Хреста.
- 22 березня 1545 — 18 серпня 1549: Мануел де Соза, єпископ Сілвашський.
- з 5 червня 1999: Жорже Ортіга

## Статистика
Згідно з «Annuario Pontificio» і Catholic-Hierarchy.org:
| Рік  | Населення | Населення | Населення | Священики | Священики | Священики | Священики           | Диякони | Ченці    | Ченці | Парафії |
| Рік  | католики  | загалом   | %         | загалом   | секулярні | ченці     | вірних на священика | Диякони | чоловіки | жінки | Парафії |
| ---- | --------- | --------- | --------- | --------- | --------- | --------- | ------------------- | ------- | -------- | ----- | ------- |
| 1949 | 806.694   | 807.033   | 100,0     | 972       | 854       | 118       | 829                 |         | 143      | 848   | 830     |
| 1959 | 895.000   | 895.480   | 99,9      | 985       | 825       | 160       | 908                 |         | 205      | 820   | 831     |
| 1970 | 1.134.900 | 1.135.000 | 100,0     | 1.054     | 853       | 201       | 1.076               |         | 404      | 718   | 836     |
| 1980 | 729.000   | 730.000   | 99,9      | 721       | 576       | 145       | 1.011               |         | 266      | 924   | 548     |
| 1990 | 927.000   | 930.000   | 99,7      | 644       | 518       | 126       | 1.439               | 2       | 275      | 761   | 551     |
| 1999 | 881.000   | 900.000   | 97,9      | 599       | 486       | 113       | 1.470               | 8       | 210      | 790   | 551     |
| 2000 | 882.000   | 900.000   | 98,0      | 598       | 488       | 110       | 1.474               | 7       | 209      | 778   | 551     |
| 2001 | 882.000   | 900.000   | 98,0      | 587       | 479       | 108       | 1.502               | 8       | 194      | 754   | 551     |
| 2002 | 927.000   | 945.000   | 98,1      | 591       | 479       | 112       | 1.568               | 9       | 196      | 747   | 551     |
| 2003 | 944.304   | 964.304   | 97,9      | 583       | 464       | 119       | 1.619               | 7       | 197      | 747   | 551     |
| 2004 | 945.000   | 965.400   | 97,9      | 570       | 463       | 107       | 1.657               | 8       | 174      | 662   | 551     |
| 2006 | 875.000   | 952.000   | 91,9      | 542       | 448       | 94        | 1.614               | 8       | 186      | 583   | 551     |
| 2012 | 886.300   | 964.400   | 91,9      | 492       | 391       | 101       | 1.801               | 8       | 174      | 455   | 552     |
| 2015 | 914.000   | 994.980   | 91,9      | 467       | 386       | 81        | 1.957               | 15      | 223      | 430   | 551     |

## Суфраганні діоцезії
1. Авейрівська діоцезія
2. Брагансько-Мірандська діоцезія
3. Віано-Каштельська діоцезія
4. Візеуська діоцезія
5. Віла-Реальська діоцезія
6. Коїмбрська діоцезія
7. Ламегівська діоцезія
8. Портуська діоцезія

## Деканати
1. Амареш
2. Барселуш
3. Брага
4. Вієйра-ду-Міню
5. Віла-Верде
6. Віла-ду-Конде / Повуа-де-Варзін
7. Віла-Нова-де-Фамалікан
8. Гімарайнш і Візела
9. Ешпозенде
10. Кабесейраш-де-Башту
11. Повуа-де-Ланьозу
12. Селоріку-де-Башту
13. Терраш-де-Бору
14. Фафе